# Слобідківська сільська рада
Слобі́дківська сільська́ ра́да — адміністративно-територіальна одиниця та орган місцевого самоврядування в Козівському районі Тернопільської області. Адміністративний центр — село Слобідка.

## Загальні відомості
Слобідківська сільська рада утворена в 1992 році.
- Територія ради: 0,149 км²
- Населення ради: 660 осіб (станом на 2001 рік)
- Територією ради протікає річка Восушка

## Населені пункти
Сільській раді підпорядковані населені пункти:
- с. Слобідка

## Склад ради
Рада складається з 15 депутатів та голови.
- Голова ради: Бойко Володимир Іванович
- Секретар ради: Андрухів Марія Тарасівна

### Керівний склад попередніх скликань
| Прізвище, ім'я, по батькові | Основні відомості                                                 | Дата обрання | Дата звільнення |
| --------------------------- | ----------------------------------------------------------------- | ------------ | --------------- |
| Бойко Ярослав Романович     | Сільський голова, 1964 року народження, безпартійний              | 26.03.2006   | 31.10.2010      |
| Бойко Володимир Іванович    | Сільський голова, 1968 року народження, освіта вища, безпартійний | 31.10.2010   |                 |

Примітка: таблиця складена за даними сайту Верховної Ради України

### Депутати
За результатами місцевих виборів 2010 року депутатами ради стали:

#### За суб'єктами висування
| Суб'єкт висування | Кількість обраних депутатів | %    |
| ----------------- | --------------------------- | ---- |
| Самовисування     | 14                          | 93,3 |
| Народна партія    | 1                           | 6,7  |

#### За округами
| № округу       | Прізвище, ім'я, по батькові | Дата визнання обраним | Освіта             | Партійна приналежність | Відомості про обраного депутата            |
| -------------- | --------------------------- | --------------------- | ------------------ | ---------------------- | ------------------------------------------ |
| Народна Партія |                             |                       |                    |                        |                                            |
| 5              | Андрухів Марія Тарасівна    | 01.11.2010            | середня спеціальна | позапартійна           | Слобідківська сільська рада, секретар      |
| Самовисування  |                             |                       |                    |                        |                                            |
| 1              | Мілян Іван Ярославович      | 01.11.2010            | середня спеціальна | позапартійний          | тимчасово не працює                        |
| 2              | Мілян Ігор Васильович       | 01.11.2010            | вища               | позапартійний          | тимчасово не працює                        |
| 3              | Стадник Тарас Васильович    | 01.11.2010            | середня            | позапартійний          | студент                                    |
| 4              | Кінаш Михайло Петрович      | 01.11.2010            | вища               | позапартійний          | тимчасово не працює                        |
| 6              | Стадник Михайло Васильович  | 01.11.2010            | вища               | позапартійний          | тимчасово не працює                        |
| 7              | Мілян Михайло Ярославович   | 01.11.2010            | середня спеціальна | позапартійний          | СГ ТзОВ «Слава», будівельник               |
| 8              | Татарин Михайло Васильович  | 01.11.2010            | середня спеціальна | позапартійний          | СГ ТзОВ "Слава, бригад будівельноїбригади  |
| 9              | Кривко Василь Іванович      | 01.11.2010            | середня спеціальна | позапартійний          | СГ ТзОВ "Слава, зав складом                |
| 10             | Пришляк Ярослав Іванович    | 18.05.2014            | вища               | позапартійний          | ТНЕУ, студент                              |
| 11             | Пука Світлана Михайлівна    | 01.11.2010            | середня спеціальна | позапартійна           | Слобідківська сільська рада, гол.бухгалтер |
| 12             | Бойко Оксана Олексіївна     | 01.11.2010            | вища               | позапартійна           | Городищенська школа, вчитель               |
| 13             | Огнистий Ярослав Ігорович   | 01.11.2010            | середня            | позапартійний          | ФГ «Оксамит», заступник голови             |
| 14             | Вовк Валентина Анатоліївна  | 01.11.2010            | середня            | позапартійна           | тимчасово не працює                        |
| 15             | Бойко Роман Володимирович   | 01.11.2010            | середня            | позапартійний          | студент                                    |